# Haltbarkeitstest (Arzneimittel)
Der Haltbarkeitstest (auch: Stabilitätstest) eines Arzneimittels dient der experimentellen Bestimmung seiner Haltbarkeit. Dabei wird geprüft, ob das Arzneimittel hinsichtlich der mikrobiologischen, physikalischen und chemischen Eigenschaften über den Lagerungszeitraum hinweg den festgelegten Spezifikationen entspricht. So darf beispielsweise der Gehalt des Arzneistoffes (bei Kombinationsarzneimitteln: der Arzneistoffe) nicht unter einen bestimmten Wert (üblicherweise: 90 %)  absinken. Auch dürfen Zersetzungsprodukte nur in kleinsten Mengen innerhalb festgelegter Limits entstehen. Wichtig ist besonders auch, dass die Freisetzung des Arzneistoffes aus der Arzneiform sich während der Lagerung nicht nachteilig verändert. Aus den Ergebnissen der Haltbarkeitstests wird das Verfalldatum abgeleitet, bis zu dem ein Arzneimittel spätestens aufzubrauchen ist.
Für die Einlagerung der Arzneimittel zur Stabilitätsprüfung werden die Lagerungsbedingungen, d. h. Temperatur und relative Luftfeuchtigkeit, abhängig von den durch die Klimazone(n) vorgegebenen Anforderungen gewählt.
Das Vorgehen zur Durchführung von Haltbarkeitstests ist den Arzneimittelherstellern durch die Richtlinien des International Council for Harmonisation of Technical Requirements for Pharmaceuticals for Human Use (ICH) genau vorgegeben.

## Durchführung
Voraussetzung für die Durchführung und Interpretation der Haltbarkeitstests ist die Festlegung einer Arzneimittelspezifikation. Sie legt die Qualitätsmerkmale eines Arzneimittels in qualitativer und quantitativer Hinsicht fest. Dazu gehören ein  Mindestwert für den Arzneistoffgehalt sowie die Benennung möglicherweise auftretender Zersetzungsprodukte mit Obergrenzen. Ebenso werden stabilitätsrelevante physikalische Charakteristika wie die Freisetzung des Arzneistoffes, ggf. auch andere Größen wie beispielsweise pH-Wert (bei Lösungen), Wassergehalt (etwa bei festen Arzneiformen) oder Verfärbungen eingegrenzt.
Der Arzneimittelhersteller muss nachweisen, dass die von ihm angewendeten Analysenverfahren valide, also spezifisch und genau sind.
Hinsichtlich der Lagerung unterscheidet man zwischen Langzeittests und beschleunigten Haltbarkeitstests.

### Langzeittests
Die  Fertigarzneimittel werden in der Endverpackung unter klimatischen Bedingungen je nach Verbraucherregion in Klimaschränken oder Klimaräumen eingelagert und regelmäßig in vorgeschriebenen Zeitabständen untersucht. Der Test dauert maximal 5 Jahre.
| Klimazone | Beschreibung               | Lagerungsbedingung |
| --------- | -------------------------- | ------------------ |
| I         | Gemäßigt                   | 21 °C / 45 % r.F.  |
| II        | Subtropisch und mediterran | 25 °C / 60 % r.F.  |
| III       | Heiß und trocken           | 30 °C / 35 % r.F.  |
| IVa       | Heiß und feucht            | 30 °C / 65 % r.F.  |
| IVb       | Heiß und sehr feucht       | 30 °C / 75 % r.F.  |

r.F. = relative Feuchtigkeit

### Beschleunigte  Haltbarkeitstests
Diese dienen der zügigen vorläufigen Charakterisierung der Stabilität durch Einlagerung bei höheren Temperaturen.
Die  Fertigarzneimittel werden in der Endverpackung bei 40 °C und 75 % relativer Luftfeuchtigkeit in Klimaschränken eingelagert und regelmäßig in vorgeschriebenen Zeitabständen untersucht, maximal sechs Monate lang.
In der frühen pharmazeutischen Entwicklung kann die Durchführung kinetischer Studien bereits Hinweise auf den Stabilitätsverlauf liefern. Man unterscheidet:
- isotherme Tests: Einlagerung des Arzneimittels bei beispielsweise 40, 50, 60 und 70 °C. Bestimmung der jeweiligen Reaktionsgeschwindigkeitskonstante des Arzneistoff-Zerfalls durch die Analyse der Gehaltsabnahme. Anschließend werden die Messergebnisse über die Arrhenius-Gleichung auf 21 °C umgerechnet.
- allothermer Test: lineares oder logarithmisches Aufheizen des Arzneimittels, regelmäßige periodische Analyse der Gehaltsabnahme durch den (partiellen) Zerfall des Arzneistoffs und Berechnung der reaktionskinetischen Daten über komplexe mathematische Gleichungen.

## Anforderungen der Arzneimittelbehörden
Im Zulassungsantrag müssen Arzneimittelhersteller eine Haltbarkeitsdauer angeben, aus der das für das Arzneimittel anzugebende Verfalldatum ermittelt wird. Die Haltbarkeitsdauer gibt an, wie lange die Arzneimittelspezifikation eingehalten wird. Die Stabilitätsdaten müssen gemäß den Qualitätsrichtlinien der ICH erhoben sein. Es müssen üblicherweise Daten von drei Chargen über eine mindestens zwölfmonatige Lagerung  bei Langzeitkonditionen  vorgelegt werden, die durch Daten aus  Kurzzeittests (= beschleunigter Stabilitätstest) ergänzt werden können. Alleinige Daten aus beschleunigten Stabilitätstests sind nicht ausreichend.